# Siwa dufouri
Siwa dufouri är en spindelart som först beskrevs av Simon 1874.  Siwa dufouri ingår i släktet Siwa och familjen hjulspindlar. Inga underarter finns listade i Catalogue of Life.